# Caramelo de violeta

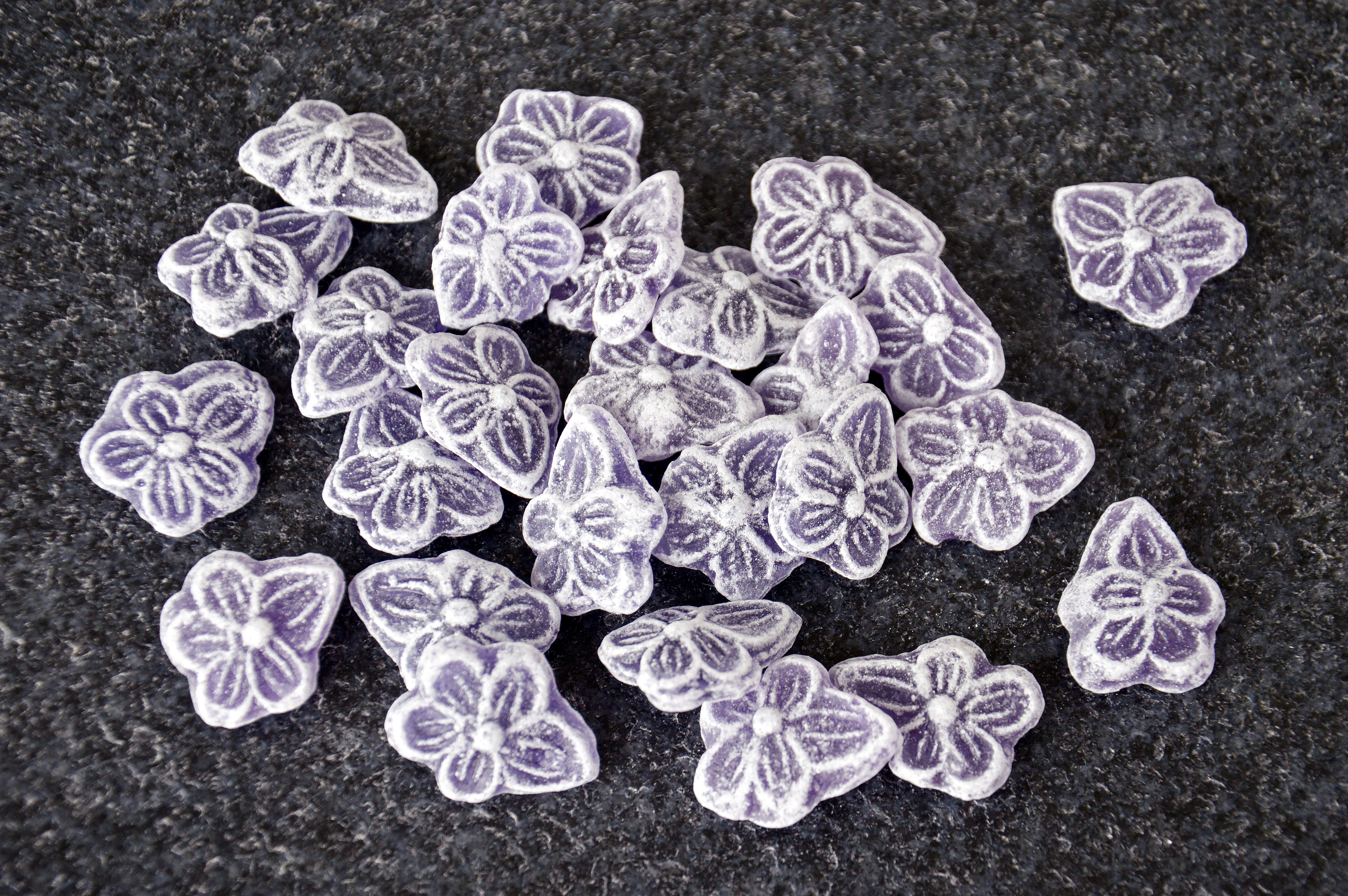
Caramelos a violeta francesas

El caramelo de violeta es un caramelo elaborado con esencias de violeta. Es de pequeño tamaño, pues no alcanza los dos centímetros, y se presenta con forma de violeta de cinco pétalos. Está aromatizado con esencia de dicha flor y un sugerente color violeta. En España se originó gracias a la bombonería más antigua de Madrid, La Pajarita en 1852
Este tipo de caramelo con esencias de violeta es asimismo tradicional tanto en Madrid como en algunas ciudades francesas como Toulouse.